# 伊莎貝拉縣 (密歇根州)
伊莎貝拉县（英語：Isabella County）是美國密西根州下半島中部的一個縣。面積1,496平方公里。根據美國2000年人口普查，共有人口63,351人。縣治芒特普萊森特。
成立於1831年3月2日，縣政府成立於1859年2月11日。縣名紀念西班牙第一位女皇伊莎貝拉一世。。